# Tokarski (herb szlachecki)

Herb Tokarski I

Herb Tokarski II

Tokarski (Lewart odmienny) – kaszubski herb szlachecki, według Przemysława Pragerta odmiana herbu Lewart.

## Opis herbu
Herb znany przynajmniej w dwóch wariantach. Opisy z wykorzystaniem zasad blazonowania, zaproponowanych przez Alfreda Znamierowskiego:
Tokarski I: W polu błękitnym ryś (lewart) ukoronowany, prawdopodobnie srebrny, wspięty. Klejnotu  brak, na hełmie sama korona. Labry: prawdopodobnie błękitne, podbite srebrem.
Tokarski II: Sama tarcza, barwy nieznane. W polu, na murawie, lampart ukoronowany, wspinający się na drzewo.

## Najwcześniejsze wzmianki
Wariant I opisany słownie w 1734, był herbem Katarzyny Tokarskiej, babki macierzystej Augustyna Klińskiego. Wariant II, podany według opisu z 1710, należał do Reginy Tokarskiej z Częstkowa, Milwina i Milwinka, babki ojczystej Zygmunta Łebińskiego.

## Herbowni
Tokarski.
Tokarscy z Kaszub znani są z szeregiem innych herbów: Ryś (Nostycz-Tokarski), Lewart oraz Kolumna